# Papa Marcello I
Marcello I (Roma, 6 gennaio 255 – Roma, 16 gennaio 309) è stato il 30º vescovo di Roma e papa della Chiesa cattolica dal 27 maggio 308 al 16 gennaio 309. È venerato come santo dalla Chiesa cattolica e dalle Chiese ortodosse.

## Situazione di Roma alla elezione di Marcello I
L'impero romano era in pace fin dal 260 e, in questa situazione, circa sette milioni di persone su cinquanta milioni professavano la religione cristiana, ovvero 1 persona su 7. Le conversioni si susseguirono nel tempo senza particolari intoppi, ma la situazione mutò quando il partito dell'antica religione riuscì a persuadere Galerio che la politica di restaurazione e centralizzazione dell'imperatore Diocleziano esigeva la soppressione della religione cristiana. Di conseguenza, l'imperatore proclamò l'ultima persecuzione. Diocleziano emanò quattro editti che comandavano di distruggere le chiese, di bruciare le sacre scritture, di imprigionare i capi delle chiese, di torturare coloro che non volevano sacrificare agli antichi dèi e di ucciderli qualora, a dispetto delle torture, non avessero ceduto.
Tale persecuzione ebbe conseguenze epocali sulla disciplina interna della chiesa: ci furono molti martiri, ma anche innumerevoli lapsi, coloro cioè che per salvarsi offrirono sacrifici agli idoli o brigarono per farsi iscrivere nei registri di coloro che avevano ubbidito agli editti. Ovunque costoro crearono seri problemi ai vescovi, poiché rimaneva irrisolta la questione sul come comportarsi con chi avesse in futuro espresso il desiderio di riconciliarsi con la Chiesa.
L'ondata di violenza colpì anche papa Marcellino, che alcuni vogliono martire, altri semplicemente esiliato. Anni dopo, i donatisti accusarono Marcellino e alti prelati di adorazione degli idoli pagani, ma tali voci non vennero mai provate, anzi furono negate da molti dottori della Chiesa, tra cui Sant'Agostino. La sede romana rimase vacante per quasi quattro anni, anche se, già nel 305 con l'abdicazione di Diocleziano e di Massimiano, la persecuzione andò scemando di intensità e, dopo il 307, con la proclamazione di Massenzio, in Italia e in Africa cessò quasi del tutto. Sotto il suo dominio, i cristiani di Roma rientrarono lentamente in possesso dei loro beni e poterono riunirsi nuovamente senza paura. Così, da quel momento storico, poté cominciare a riorganizzarsi la loro comunità.

## Biografia

### Marcello I
Secondo il "Catalogo Liberiano", Marcello, un romano, fu eletto papa dal clero romano intorno alla metà del 308 (Fuit temporibus Maxenti a cons. X et Maximiano usque post consulatum X et septimum). In base all'interpretazione di Giovanni Battista de Rossi tale annotazione andrebbe letta A cons. Maximiano Herculio X et Maximiano Galerio VII [308] usque post cons. Maxim. Herc. X et Maxim. Galer. VII [309]. Marcello sarebbe stato scelto come successore di Marcellino già alla fine del 306, ma avrebbe potuto essere consacrato e prendere possesso del soglio solo il 27 maggio 308. Alla sua ascensione ufficiale, trovò la chiesa in una situazione disastrosa. I luoghi di riunione e alcuni cimiteri erano stati confiscati e le attività ordinarie erano state interrotte. Oltre a questo, erano sorti dissensi interni causati dal gran numero di persone che avevano abiurato la fede durante la persecuzione e che, sotto la guida di un apostata, pretendevano di essere riammessi in comunione senza fare atto di penitenza, perché, a loro avviso, la lunga vacanza della sede apostolica, dopo l'abdicazione dello stesso pontefice Marcellino, permetteva di ritenere tali procedure ormai obsolete e superate.
Una volta eletto, Marcello si accinse immediatamente alla riorganizzazione della Chiesa. Secondo il Liber pontificalis suddivise il territorio metropolitano in 25 distretti (tituli) assimilabili alle odierne parrocchie, a capo dei quali era posto un presbitero che sovrintendeva alla preparazione dei catecumeni, al battesimo, alla somministrazione delle penitenze, alle celebrazioni liturgiche e alla cura dei luoghi di sepoltura e della memoria. Il suo nome, comunque, è legato soprattutto alla fondazione del cimitero di Novella (Cœmeterium Novellœ), sulla via Salaria, di fronte al cimitero di Priscilla. Sul Liber Pontificalis è riportato: Hic fecit cymiterium Novellae via Salaria et XXV titulos in urbe Roma constituit quasi diœcesis propter baptismum et pœnitentiam multorum qui convertebantur ex paganis et propter sepulturas Inartyrum. All'inizio del VII secolo, probabilmente, a Roma esistevano 25 chiese titolari ed esiste una tradizione storica che riporta di come l'amministrazione ecclesiastica fosse stata riformata dopo la persecuzione di Diocleziano, pertanto il compilatore del Liber Pontificalis la attribuì a Marcello.
Il lavoro del papa fu, però, presto interrotto dalla controversia dei lapsi. Marcello, forte sostenitore delle antiche tradizioni, irrigidì la sua posizione e pretese da coloro che volevano essere riammessi la penitenza. A testimonianza di questa posizione, esiste l'epigrafe composta da Papa Damaso I per la sua tomba: "Pastore vero, perché manifestò ai lapsi l'obbligo che avevano di espiare il loro delitto con le lacrime della penitenza, fu considerato da quei miserabili come un terribile nemico. Di qui il furore, l'odio, la discordia, la sedizione, la morte. A causa del delitto di uno che anche durante la pace rinnegò Cristo, Marcello fu deportato, vittima della crudeltà di un tiranno". A causa di tale situazione, si formò un partito che si opponeva al papa, e scoppiarono liti, sedizioni e stragi. Massenzio, che diede credito alle accuse dei turbolenti, ritenne Marcello responsabile dei disordini e lo esiliò in un luogo che è tuttora ignoto. Tutto questo avvenne alla fine del 308 o all'inizio del 309, in base a quanto riportato sul "Catalogo Liberiano", che parla di un pontificato non più lungo di 1 anno, 6 (o 7) mesi e 20 giorni. Marcello morì in esilio poco dopo aver lasciato Roma e fu subito venerato come santo. In base alla Depositio episcoporum, alla "Cronografia" del 354 e ad altri documenti, la sua festa ricorre il 16 gennaio. Nonostante ciò, si ignorano sia il luogo dell'esilio che la data esatta della sua morte, ipotizzata verso il 16 gennaio. È certo, però, secondo il Martirologio Geronimiano, che fu traslato a Roma e sepolto nel cimitero di Priscilla. I suoi resti sono deposti nell'antica urna di basalto verde presso l'altare maggiore della Chiesa di San Marcello al Corso.

### LaPassio Marcelli
Nel Liber Pontificalis e nel Breviario romano viene riportata una versione diversa della morte di Marcello, versione tramandata da una Passio Marcelli del V secolo contenuta negli Acta Sanctorum: Massenzio, infuriato per la riorganizzazione della Chiesa intrapresa da Marcello, pretese dal papa che rinunciasse alla sua dignità episcopale e che sacrificasse agli dèi pagani, proprio come il predecessore. Al suo rifiuto, questi fu condannato a lavorare come schiavo presso una stazione postale (catabulum) di Roma. Dopo nove mesi fu liberato dal clero romano, ma fu nuovamente condannato per aver consacrato la casa della matrona Lucina presso la via Lata. La condanna consisteva nell'accudire ai cavalli ricoverati presso lo stesso catabulum. Pochi giorni dopo, Marcello morì. Tale versione forse è stata creata per localizzare in qualche maniera il luogo del martirio del papa: il Titolo di Marcello, che era localizzato presso le poste pubbliche, da cui la denominazione di "San Marcello in catàbulo". Per tale motivo è considerato patrono degli stallieri e degli allevatori di cavalli.
L'attuale Chiesa di San Marcello al Corso risale all'inizio del XVI secolo, ed è stata probabilmente edificata sui resti della precedente chiesa che, a sua volta, si trovava forse nel luogo del catabulum dove Marcello era morto.

### L'ipotesi di Theodor Mommsen
Secondo il famoso studioso tedesco Theodor Mommsen, Marcello non sarebbe stato il vescovo di Roma, ma un semplice presbitero romano a cui era stata affidata la reggenza dell'amministrazione ecclesiastica durante l'ultimo periodo della vacanza del soglio di Pietro. In base a questa teoria, il 16 gennaio 309 altro non sarebbe se non la data di morte di Marcellino (non più papa dalla sua abdicazione del 25 ottobre 304), a cui sarebbe succeduto papa Eusebio. Tale ipotesi sarebbe avvalorata dal fatto che in alcuni cataloghi viene menzionato un solo papa, chiamato a volte Marcellino e a volte Marcello, come se si volesse rinnegare Marcellino o si confondessero i due nomi in uno solo. Comunque non vi sono prove storiche che possano avvalorare detta tesi.

## Culto
La Chiesa cattolica celebra la sua memoria liturgica il 16 gennaio; le Chiese ortodosse, invece, lo ricordano il 7 giugno.
Dal Martirologio Romano (ed. 2005 - edizione che tuttavia riprende la teoria del Mommsen):